# Verchaix
Verchaix és un municipi francès situat al departament de l'Alta Savoia i a la regió d'Alvèrnia-Roine-Alps. L'any 2007 tenia 647 habitants.

## Demografia

### Població
El 2007 la població de fet de Verchaix era de 647 persones. Hi havia 260 famílies de les quals 78 eren unipersonals (37 homes vivint sols i 41 dones vivint soles), 77 parelles sense fills, 81 parelles amb fills i 24 famílies monoparentals amb fills.
La població ha evolucionat segons el següent gràfic:
Habitants censats

### Habitatges
El 2007 hi havia 711 habitatges, 268 eren l'habitatge principal de la família, 431 eren segones residències i 12 estaven desocupats. 544 eren cases i 144 eren apartaments. Dels 268 habitatges principals, 190 estaven ocupats pels seus propietaris, 63 estaven llogats i ocupats pels llogaters i 14 estaven cedits a títol gratuït; 8 tenien una cambra, 29 en tenien dues, 58 en tenien tres, 72 en tenien quatre i 101 en tenien cinc o més. 226 habitatges disposaven pel capbaix d'una plaça de pàrquing. A 143 habitatges hi havia un automòbil i a 107 n'hi havia dos o més.

### Piràmide de població
La piràmide de població per edats i sexe el 2009 era:
| Homes | Edats   | Dones |
| ----- | ------- | ----- |
| 0     | 95 o +  | 0     |
| 0     | 90 a 94 | 0     |
| 0     | 85 a 89 | 0     |
| 0     | 80 a 84 | 4     |
| 0     | 75 a 79 | 8     |
| 8     | 70 a 74 | 20    |
| 12    | 65 a 69 | 0     |
| 12    | 60 a 64 | 20    |
| 24    | 55 a 59 | 12    |
| 12    | 50 a 54 | 20    |
| 20    | 45 a 49 | 8     |
| 24    | 40 a 44 | 28    |
| 20    | 35 a 39 | 16    |
| 24    | 30 a 34 | 40    |
| 36    | 25 a 29 | 16    |
| 8     | 20 a 24 | 16    |
| 28    | 15 a 19 | 8     |
| 20    | 10 a 14 | 20    |
| 16    | 5 a 9   | 40    |
| 24    | 0 a 4   | 16    |

## Economia
El 2007 la població en edat de treballar era de 427 persones, 339 eren actives i 88 eren inactives. De les 339 persones actives 323 estaven ocupades (167 homes i 156 dones) i 16 estaven aturades (3 homes i 13 dones). De les 88 persones inactives 39 estaven jubilades, 24 estaven estudiant i 25 estaven classificades com a «altres inactius».

### Ingressos
El 2009 a Verchaix hi havia 282 unitats fiscals que integraven 676,5 persones, la mediana anual d'ingressos fiscals per persona era de 18.404 €.

### Activitats econòmiques
Dels 81 establiments que hi havia el 2007, 1 era d'una empresa extractiva, 2 d'empreses alimentàries, 2 d'empreses de fabricació d'altres productes industrials, 24 d'empreses de construcció, 9 d'empreses de comerç i reparació d'automòbils, 1 d'una empresa de transport, 20 d'empreses d'hostatgeria i restauració, 1 d'una empresa d'informació i comunicació, 3 d'empreses immobiliàries, 9 d'empreses de serveis, 7 d'entitats de l'administració pública i 2 d'empreses classificades com a «altres activitats de serveis».
Dels 35 establiments de servei als particulars que hi havia el 2009, 1 era una oficina de correu, 2 tallers de reparació d'automòbils i de material agrícola, 4 paletes, 2 guixaires pintors, 6 fusteries, 1 lampisteria, 4 electricistes, 3 empreses de construcció, 1 perruqueria i 11 restaurants.
Dels 4 establiments comercials que hi havia el 2009, 1 era una botiga de menys de 120 m², 1 una botiga de roba i 2 floristeries.
L'any 2000 a Verchaix hi havia 6 explotacions agrícoles que ocupaven un total de 183 hectàrees.

## Equipaments sanitaris i escolars
El 2009 hi havia una escola elemental.

## Poblacions més properes
El següent diagrama mostra les poblacions més properes.